# Спорт в Австралии

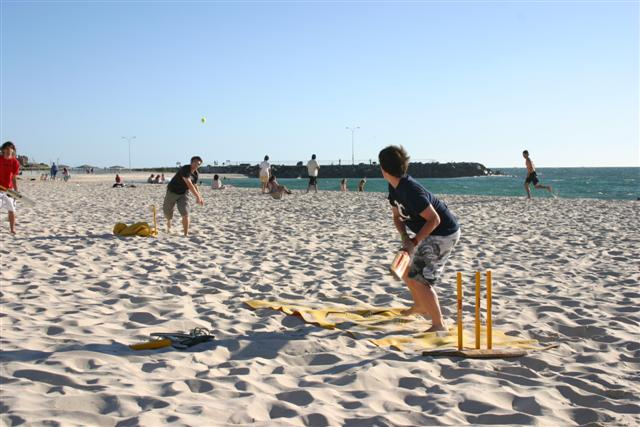
Пляжный крикет в Перте.

Спорт в Австралии, особенно командные и водные виды спорта, популярен среди населения и распространён во всех регионах. Правительство вкладывает в его развитие значительные суммы, кроме того, экономическое состояние страны и климат способствуют популяризации этой сферы. Австралийские команды участвуют на Олимпийских играх, Играх Содружества и других международных соревнованиях.
Спорт играет настолько важную роль в жизни страны, что его называют «народной религией». Наиболее популярны австралийский футбол, скачки, моторные виды спорта, регбилиг, крикет, регби-юнион и футбол. Согласно опросу, проведенному в 2006—2007 гг. в крупнейших городах Австралии, «наибольший интерес» среди взрослой аудитории вызывают крикет, плавание, теннис, австралийский футбол, футбол и регбилиг. Сами жители чаще всего занимаются аэробикой, плаванием, играют в гольф, теннис, футбол или австралийский футбол. Среди женщин популярен нетбол. Национальным видом спорта де-факто стал крикет.

## Командные виды спорта

### Австралийский футбол

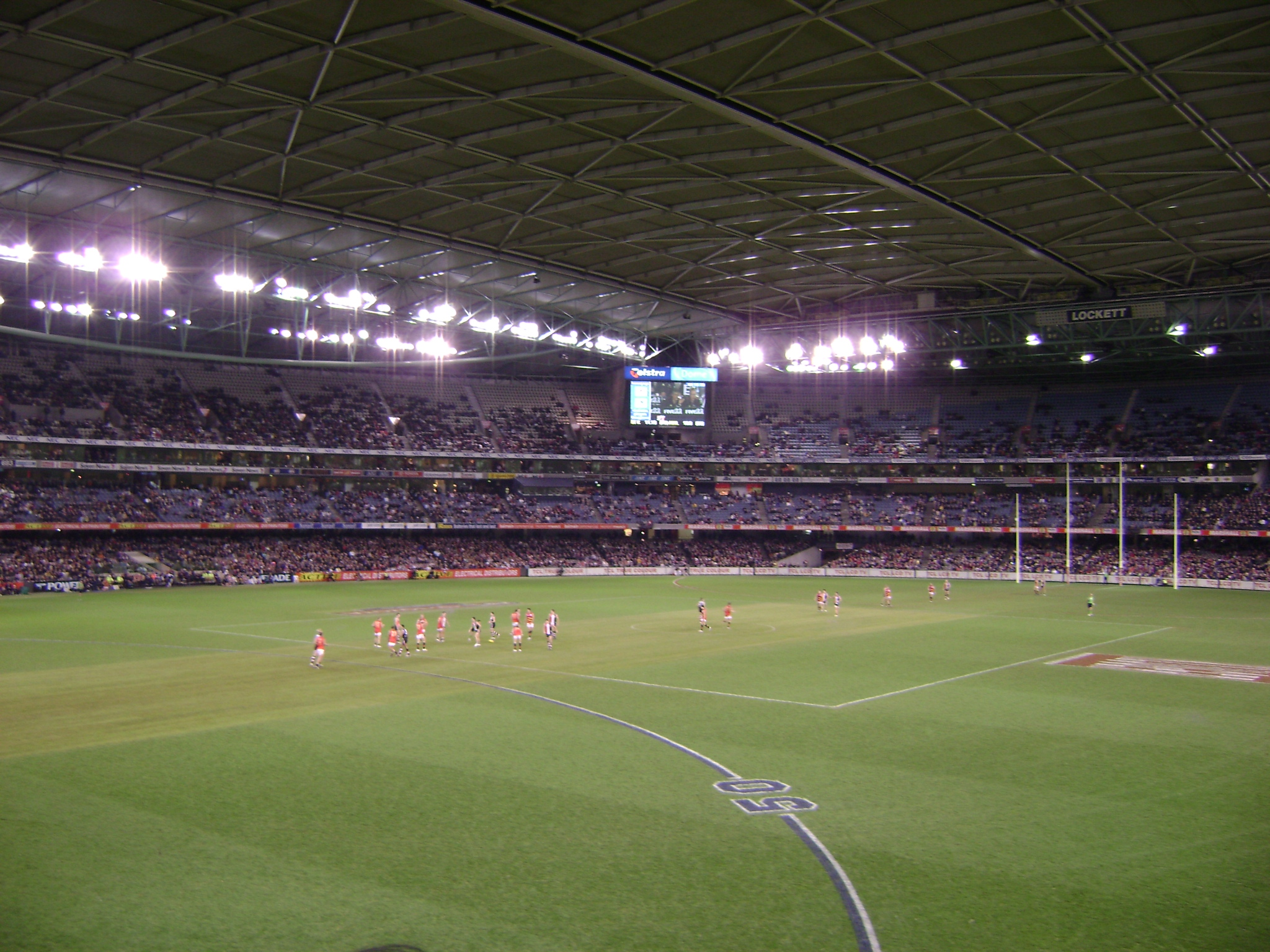
Матч на Telstra Dome, одном из крупнейших стадионов Мельбурна.

В австралийский футбол (называемый просто «футболом») играют во всех регионах страны. Австралийская футбольная лига (AFL) — крупнейшая спортивная федерация в стране, насчитывающая по данным 2007 года 615,549 спортсменов, причем их количество возросло на 42 % за четырёхлетний период с 2001 по 2005 гг. У каждого штата есть свои команды, существует также юниорская, любительская и женская лиги.

### Крикет
Крикет существует в Австралии уже более 200 лет. В него играют как любители, так и профессионалы из всех штатов. Национальная австралийская команда по крикету в настоящее время является мировым лидером в этом виде спорта и с 1999 года одерживала победу в каждом матче на кубке мира.

### Бейсбол
Бейсбол стал популярен в начале 1990-х годов, когда была сформирована Австралийская бейсбольная лига. С её распадом в 1999 году популярность бейсбола упала, но в этот вид спорта по-прежнему играют жители многих штатов. По данным 2003 года, приблизительно 57 тыс. австралийцев играют в бейсбол в составе 5000 команд. Некоторые успешные игроки (Брэд Харман из «Филадельфия Филлис», Джастин Губер из «Сан-Диего Падрес») отправляются играть в США или Японию.

## Олимпийские игры
Австралия входит в число стран, которые каждый раз посылали своих спортсменов на летние Олимпийские игры. Дважды они проводились в Австралии: Летние Олимпийские игры 1956 в Мельбурне и Летние Олимпийские игры 2000 в Сиднее. Больше всего медалей стране принесло плавание, лёгкая атлетика и велоспорт. Пятикратным олимпийским чемпионом стал пловец Ян Торп, по четыре золотых медали выиграли Бетти Катберт, Маррей Роуз и Дон Фрейзер.